# Созыкин, Андрей Григорьевич
Андрей Григорьевич Созыкин (1925 год — 18 апреля 1982 года, г. Москва, РСФСР) — советский партийный и государственный деятель, председатель Государственного комитета РСФСР по труду (1975—1982).

## Биография
Член КПСС с 1952 г.
- 1963—1966 гг. — второй секретарь Ивановского промышленного областного комитета КПСС, а затем Ивановского областного комитета КПСС[2].
- 1966—1975 гг. — председатель Исполнительного комитета Ивановского областного Совета[2][3].
- 1975—1982 гг. — председатель Государственного комитета Совета Министров РСФСР по использованию трудовых ресурсов, Государственного комитета РСФСР по труду[2].

Депутат Верховного Совета РСФСР 9-го созыва.